# Force des Cadets de l'Armée
La Force des Cadets de l'Armée (ACF), généralement abrégée en Cadets de l'Armée, est une organisation nationale de jeunesse parrainée par le Ministère de la Défense du Royaume-Uni et la British Army. Avec le Sea Cadet Corps et l'Air Training Corps, l'ACF constitue les Community Cadet Forces. Il s'agit d'une organisation distincte de la Combined Cadet Force, qui dispense une formation similaire dans des écoles principalement privées.
Bien que parrainé par le ministère de la défense, l'ACF ne fait pas partie de la British Army et, en tant que tel, les cadets ne sont pas soumis à l'appel militaire. Certains cadets s'engagent toutefois dans les forces armées plus tard dans leur vie.
L'Army Cadet Charitable Trust UK (ACCT UK) est un organisme de bienfaisance enregistré qui joue un rôle consultatif auprès du ministère de la défense et d'autres organismes gouvernementaux sur des questions liées à l'ACF,. Les Cadets de l'Armée sont également membres du National Council for Voluntary Youth Services (NCVYS), en tant qu'organisation axée sur le volontariat et la jeunesse communautaire.
Au 1er avril 2023, il y aura 38 180 cadets et 8 020 adultes volontaires de la force des cadets (CFAV).

## Historique
En 1859, la British Army était fortement engagée dans la répression de la mutinerie indienne, ce qui a entraîné une pénurie de troupes armées en Grande-Bretagne pour dissuader ou repousser une invasion française qui, à l'époque, constituait une menace très réelle. À cette époque, le bureau de la Guerre décide d'organiser les unités locales de la milice (prédécesseurs de l'armée territoriale) en une force de réserve de volontaires à l'échelle nationale qu'il nomme "les Volontaires". Un certain nombre de ces volontaires ont formé leurs propres compagnies de cadets et, lors de la revue des volontaires organisée en 1860 par la reine Victoria, une unité - les Queen's Westminster's - a fait défiler sa compagnie de cadets aux côtés de ses compagnies d'adultes. À cette époque, certaines écoles publiques avaient commencé à former des unités de cadets indépendantes, et l'on sait qu'au moins huit d'entre elles existaient à ce moment-là (précurseurs de la Combined Cadet Force).
En 1889, la célèbre réformatrice sociale Miss Octavia Hill a formé le premier bataillon de cadets indépendant à Southwark. Octavia Hill était convaincue que le contexte militaire des compagnies de cadets volontaires pouvait être utilisé pour socialiser les jeunes citadins en mal de repères, et a écrit : "Je n'ai trouvé aucune organisation qui influence aussi puissamment les garçons dans le bon sens que nos cadets... et si de tels idéaux peuvent être présentés au jeune garçon avant qu'il ne se joigne à une bande de flâneurs, cela peut faire toute la différence dans sa vie". À cette époque, le recrutement pour les forces de cadets était limité aux jeunes hommes "qui avaient passé l'âge de faire semblant" ; Hill invita un officier en service du Derbyshire Regiment à mettre sur pied la compagnie, et sa popularité fut telle que ses effectifs durent être limités à 160 cadets.
À la fin de l'époque victorienne, le changement social commence à s'imposer en Grande-Bretagne et Adam Gray, considéré comme un pionnier du travail social, fonde des unités indépendantes du corps des cadets. La formation d'unités de cadets s'étend également aux colonies. Le Bermuda Cadet Corps a été formé au début du siècle avec des détachements dans les écoles de la garnison des Bermudes de la British Army et de l'arsenal de la Royal Navy, ainsi que dans une poignée d'écoles civiles ; ses cadets portaient l'insigne de la casquette du Bermuda Volunteer Rifle Corps, auquel le Bermuda Cadet Corps était rattaché.

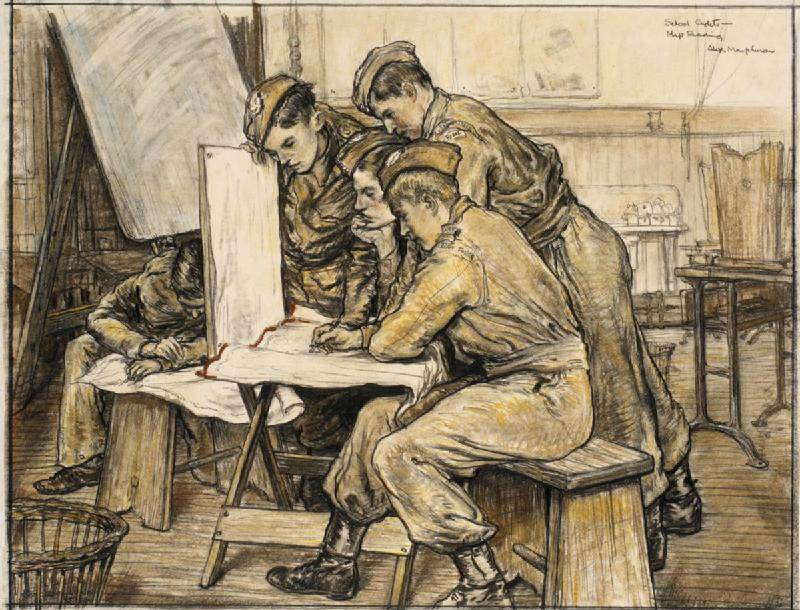
Lecture de cartes par les cadets de l'école pendant la Seconde Guerre mondiale.

En 1908, lors de la création de la Force territoriale, les compagnies de cadets volontaires et indépendantes passent sous le contrôle de l'Association des forces territoriales sous le nouveau nom de Force de cadets, tandis que les unités des écoles publiques font partie du Corps de formation des officiers.
En 1914, au début de la Première Guerre mondiale, la force des cadets a connu une expansion massive ; à cette époque, le ministère de la guerre a repris le contrôle de l'organisation et de l'administration de toutes les forces de cadets de leurs associations territoriales et a de nouveau intégré les unités dans l'effort de guerre central.
Pendant la Première Guerre mondiale, le bureau de la Guerre a étendu aux cadets l'obtention du Certificat "A", qui, avec le Certificat "B", avait été utilisé par les OTC (Officer Training Corps). C'est l'objectif de la plupart des cadets jusqu'à l'introduction des tests du Army Proficiency Certificate (certificat de compétence de l'armée). Ces tests couvrent de nombreux aspects de l'entraînement de l'infanterie, notamment l'exercice, la lecture de cartes, l'entraînement au maniement des armes et au tir, l'aguerrissement (également connu sous le nom de Battle-drill), la condition physique et l'instruction au commandement.
L'obtention de ce certificat permettait au titulaire de porter une étoile à quatre branches (rouge avec des liserés kaki) sur le bas de la manche. Un certificat technique (certificat "T") a également été mis au point en 1943, couvrant les connaissances en ingénierie. Il donne lieu au port d'une autre étoile à quatre branches, mais dont le centre est bleu. Le titulaire d'un certificat "T" était assuré d'être admis dans l'un des corps techniques (RE, RAOC ou REME) lorsqu'il était appelé sous les drapeaux. Le titulaire du certificat "A" bénéficie d'une période de formation plus courte.
En 1923, à la suite des réductions budgétaires dans le domaine de la défense, tout soutien gouvernemental et militaire à la force des cadets a été supprimé et il a été interdit aux cadets de porter des insignes, des boutons ou des badges régimentaires. Cela a conduit à la création de la British National Cadet Association (BNCA) par des personnalités telles que Lord Allenby, qui tenaient à assurer la survie de la force des cadets et qui ont fait pression sur le gouvernement pour obtenir à la fois un soutien et un financement. Ces démarches ont été partiellement couronnées de succès au cours des années 1930 et, en 1932, la BNCA a été autorisée à gérer la force des cadets sous la direction des associations territoriales.
Au début de la Seconde Guerre mondiale, les forces de cadets ont soutenu la Garde nationale à un moment où il y avait une menace importante d'invasion allemande ; cela a conduit le bureau de la Guerre à reprendre en 1942 l'administration des forces de cadets, qui comprenaient alors la force de cadets, le corps de cadets de la marine (SCC) et le corps d'entraînement aérien (ATC) (nommé en 1941). Lors de la reprise de l'administration en 1942, le titre de Force des Cadets de l'Armée (FAC) est attribué à la Force des Cadets, ce qui conduit en 1945 à ce que la BNCA change de nom pour devenir l'Association de la Force des Cadets de l'Armée (AFCA). En 1948, les éléments de la Force des Cadets de l'Armée qui étaient administrés par l'Ecole (environ 100 unités) ont été séparés de l'ACF et ont reçu le titre de Force Combinée des Cadets (CCF).
En 1956, alors que la Seconde Guerre mondiale est terminée et que le service national touche à sa fin, le gouvernement crée le comité Amery, chargé de rédiger un rapport sur l'organisation et la formation futures des cadets. La formation à la citoyenneté était l'un des besoins et des principaux avantages identifiés. Au cours de cette période, toutes les organisations de cadets, y compris l'ACF, ont participé à un projet pilote pour le Prix du Duc d'Édimbourg ; à ce jour, l'ACF reste l'une des plus grandes autorités opérationnelles du Royaume-Uni pour le Prix du Duc d'Édimbourg.
À la suite de la publication du rapport Amery par le gouvernement en 1957, l'ACF a assumé son rôle d'organisation nationale de jeunesse parrainée par le War Office. Ce parrainage est toujours en place, mais il est actuellement assuré par le ministère de la défense (MoD), le War Office ayant été rebaptisé en 1967.
En 1959, également à la suite du rapport Amery, un Centre de Formation des Cadets centralisé a été créé à Frimley Park, qui reste le siège des forces de cadets.
En 1960, l'ACF a célébré son 100e anniversaire avec une revue de l'ACF et du CCF dans les jardins de Buckingham Palace par Sa Majesté la Reine Elizabeth II et Son Altesse Royale le Prince Philip, le Duc d'Edimbourg. À cette occasion, le duc d'Édimbourg a remis une bannière à l'ACF.
Avant 1982, les femmes ne pouvaient pas rejoindre l'ACF, mais elles pouvaient rejoindre une unité rattachée (s'il y en avait une à cet endroit) du Girls Venture Corps qui avait été formé dans les premières années de la Seconde Guerre mondiale. Les instructeurs et les cadets féminins ont été officiellement enrôlés dans les FAC à la suite de nombreux projets pilotes menés sur plusieurs années ; cela a conduit à l'introduction du programme des PAC des FAC en 1990, qui a sensiblement supprimé l'exigence de combat au corps à corps et a inclus une révision majeure de l'instruction, des tactiques et des sujets. Aujourd'hui, près de 30 % des cadets de l'armée sont des filles.
En 2010, le mouvement des cadets a célébré son 150e anniversaire en organisant plus de 150 événements dans les communautés du pays et au-delà, sous la bannière Cadet 150. Le principal événement cérémoniel a eu lieu le 6 juillet 2010, lorsque plus de 1 700 cadets et adultes bénévoles ont défilé sur le Mall pour être inspectés par Son Altesse Royale, Charles le Prince de Galles, avant de rejoindre leurs amis, leur famille et les invités de marque lors d'une garden party dans les jardins du palais de Buckingham.
En 2018, après le vol de trois fusils d'exercice L103A2 (fusils d'assaut SA80 modifiés) dans une salle de cadets de l'armée à Newport-on-Tay, les fusils d'exercice ont été mis en quarantaine par le ministère de la Défense ; l'enquête de police qui a suivi a révélé que les fusils d'exercice pouvaient être modifiés pour tirer des balles réelles.
En 2021, l'Association de la Force des Cadets de l'Armée (ACFA) a été rebaptisée une dernière fois pour devenir l'Army Cadet Charitable Trust (ACCT). Cette organisation est un organisme de bienfaisance enregistré et joue un rôle essentiel dans la vie de l'ACF jusqu'à ce jour.

### Enquête sur les abus sexuels
En 2012, les indemnités versées aux victimes d'abus sexuels dans l'ensemble des forces cadettes se sont élevées à 1 475 844 livres sterling. En 2013, les paiements se sont élevés à 64 782 livres sterling et en 2014 à 544 213 livres sterling. En 2017, un épisode de BBC Panorama intitulé "Cadet Abuse Cover-Up" a mis en lumière des cas d'abus sexuels dans les forces de cadets de la communauté. Entre 2012 et 2017, 201 allégations d'abus sexuels ont été formulées à l'encontre de bénévoles des ACF, y compris des allégations historiques. 158 cas ont été transmis à la police pour enquête, et 62 délinquants ont été renvoyés.

## Structure et organisation

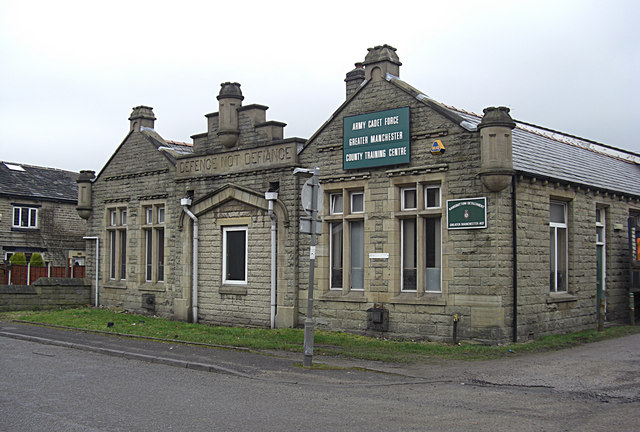
Centre de Formation des Cadets de l'armée, Ramsbottom

La plupart des comtés britanniques ont des forces de cadets centralisées qui constituent l'ACF en tant qu'ensemble national. Les comtés sont généralement divisés en compagnies, dont chacune comprend plusieurs détachements, nom donné à une unité de cadets qui défile dans une ville ou un village particulier. Certains bataillons ou comtés sont affiliés à un régiment ou à un corps de la British Army et portent leurs insignes, y compris l'insigne de casquette, la couleur du béret et la ceinture d'écurie, conformément aux règlements du comté ou de la région. Dans d'autres bataillons ou comtés, chaque détachement est affilié individuellement à un régiment ou à un corps de la British Army. Les détachements sont généralement appelés par le nom du lieu où ils sont basés. Ceux qui sont rattachés à des écoles peuvent utiliser le nom de l'école.

## Force des Cadets Adultes volontaires
Les adultes peuvent rejoindre l'ACF pour enseigner par deux voies différentes : en tant qu'instructeur adulte (AI) ou en tant qu'officier breveté.

### Instructeurs pour adultes
Les futurs instructeurs d'adultes commencent en tant qu'assistants civils (CA) avant de passer un examen approfondi. Après avoir suivi le week-end de familiarisation et d'évaluation (F&A) et le cours d'initiation de base (BIC), qui se déroule sur 4 week-ends au niveau du comté, ils deviennent instructeurs probatoires (PI). En tant qu'IP, les adultes suivent ensuite le cours d'instructeur intermédiaire (IIC) au niveau du comté, qui se déroule sur trois week-ends, et le cours d'instructeur avancé (AIC), qui se déroule sur une semaine au niveau de la brigade et qui est dirigé par une équipe de formation des cadets (CTT). Après avoir réussi ce cours, ils seront nommés au grade de sergent instructeur (SI). Les instructeurs adultes suivent une formation progressive, comme les cadets, et peuvent participer à une série de cours différents. Un exemple de cours supplémentaire qui a lieu au CTC Frimley Park est le cours de leadership et de gestion pour adultes. Après avoir suivi avec succès un tel cours (qui démontre la capacité à planifier et à gérer l'entraînement au niveau du détachement), un instructeur adulte peut être promu au grade de sergent-chef instructeur (SSI). Le cours d'officier chargé de la conduite des exercices (ECO) et le cours d'instructeur de l'exercice des cadets (CADIC) sont également accessibles aux IA et les grades de sergent-major instructeur (SMI) et de sergent-major régimentaire instructeur (RSMI) peuvent être obtenus à l'issue du cours King George VI. Les instructeurs adultes devront travailler en équipe avec leurs supérieurs et les cadets dont ils sont responsables, afin de dispenser une formation efficace aux cadets.

### Officiers
L'autre voie que peut emprunter un volontaire adulte de la force des cadets (VAFC) au sein de la FAC est celle de devenir officier breveté. Le VAFC postulera et participera au même processus de sélection que ci-dessus, mais une fois qu'il est instructeur probatoire, il peut postuler ou être nommé pour devenir officier breveté. Pour ce faire, à partir de 2006, l'individu doit participer à un Conseil de Commission des Forces Cadettes (CFCB), similaire à un conseil de sélection des officiers de l'armée, mais moins exigeant sur le plan physique. Le candidat sera évalué sur ses capacités de lecture et d'écriture, de résolution de problèmes et de leadership. Les candidats retenus seront ensuite nommés à une commission des forces de cadets, qui a remplacé en 2017 l'ancienne commission du groupe B de la liste générale de l'armée de réserve. Les officiers commissionnés de l'ACF occuperont des rôles de leadership de haut niveau avec plus de responsabilités et d'engagement que les rôles occupés par les instructeurs adultes, par exemple commandant de détachement ou au sein du QG de leur compagnie.

### Coûts du personnel
La Cadet Force est l'une des rares organisations bénévoles qui rémunère son personnel bénévole pour le temps qu'il y consacre. Ce personnel peut recevoir jusqu'à 28 jours de salaire par an et, à partir de novembre 2021, il recevra également des frais de séjour et de déplacement pour sa participation aux soirées, aux week-ends et aux camps annuels. En 2009/10, la masse salariale du personnel à temps partiel d'ACF s'élevait à 14.632.160 £ et ses dépenses à 368.349 £. Le coût du personnel à temps plein a été estimé à environ 6 250 000 £ de fonds publics supplémentaires.

### Protection
Comme la plupart des organisations impliquant des jeunes, tous les bénévoles adultes doivent faire l'objet d'une vérification par le Service de divulgation et de protection des données (DBS) avant d'avoir un contact non supervisé avec les cadets. Ils doivent également recevoir une formation sur la protection des enfants au moment de leur adhésion et doivent suivre une formation de mise à jour tous les 12 mois. Tous les comtés d'ACF disposent d'un conseiller en sécurité de la formation (TSA) qui est chargé d'examiner les aspects de sécurité de toutes les formations.

## Activités

### Syllabus des Cadets de l'armée

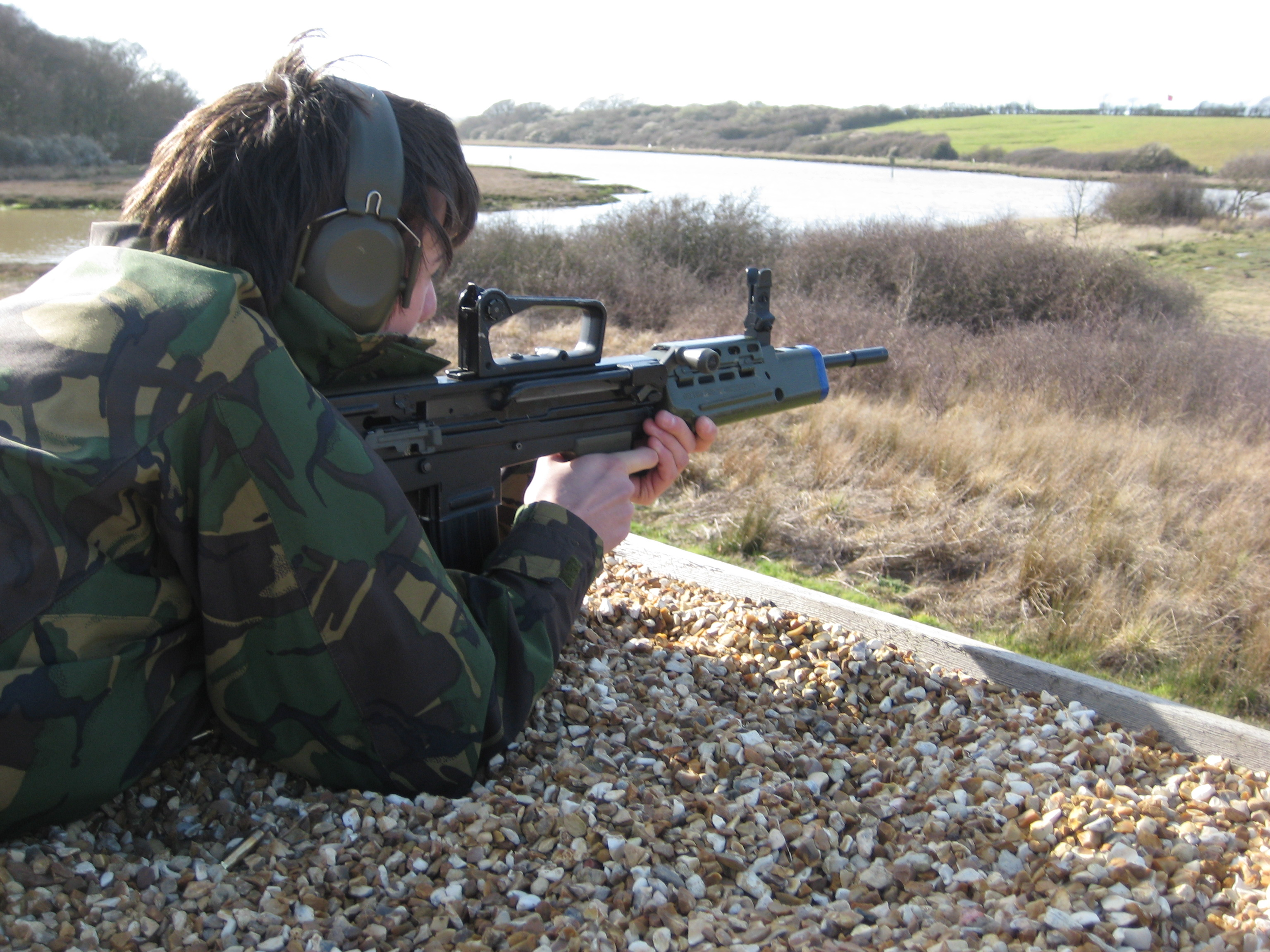
Un cadet tire au fusil L98A1 GP

Le programme des cadets de l'armée [ACS] (le programme des cadets de l'armée mis en place en juin 2022) est le programme de formation de l'ACF et est divisé en cinq niveaux, chacun couvrant les matières de base mais de manière plus détaillée au fur et à mesure de la progression.
- Base/Recrutement (formation d'introduction)[22]
- 1 étoile (les cadets apprennent les rudiments de chaque sujet)[23]
- 2 étoiles (les cadets apprennent chaque matière de manière plus approfondie)[24]
- 3 étoiles (les cadets maîtrisent chaque matière)[25]
- 4 étoiles (compléter deux matières ou cours progressifs)
- Maître cadet (les cadets doivent réussir le cours de maître cadet organisé au CTC Frimley sur recommandation de leur cadet commandant). Les cadets doivent avoir réussi le Cadre des instructeurs de cadets supérieurs (CECS) et le cours d'instruction en campagne 4 étoiles avant de pouvoir suivre le cours de cadet maître.

### Matières principales
- Drill and Turnout
- Military Knowledge
- Fieldcraft
- Skill at Arms
- Shooting
- Navigation
- Expedition Training
- First Aid
- Physical Training
- Cadet in the Community

#### Perçage et rotation

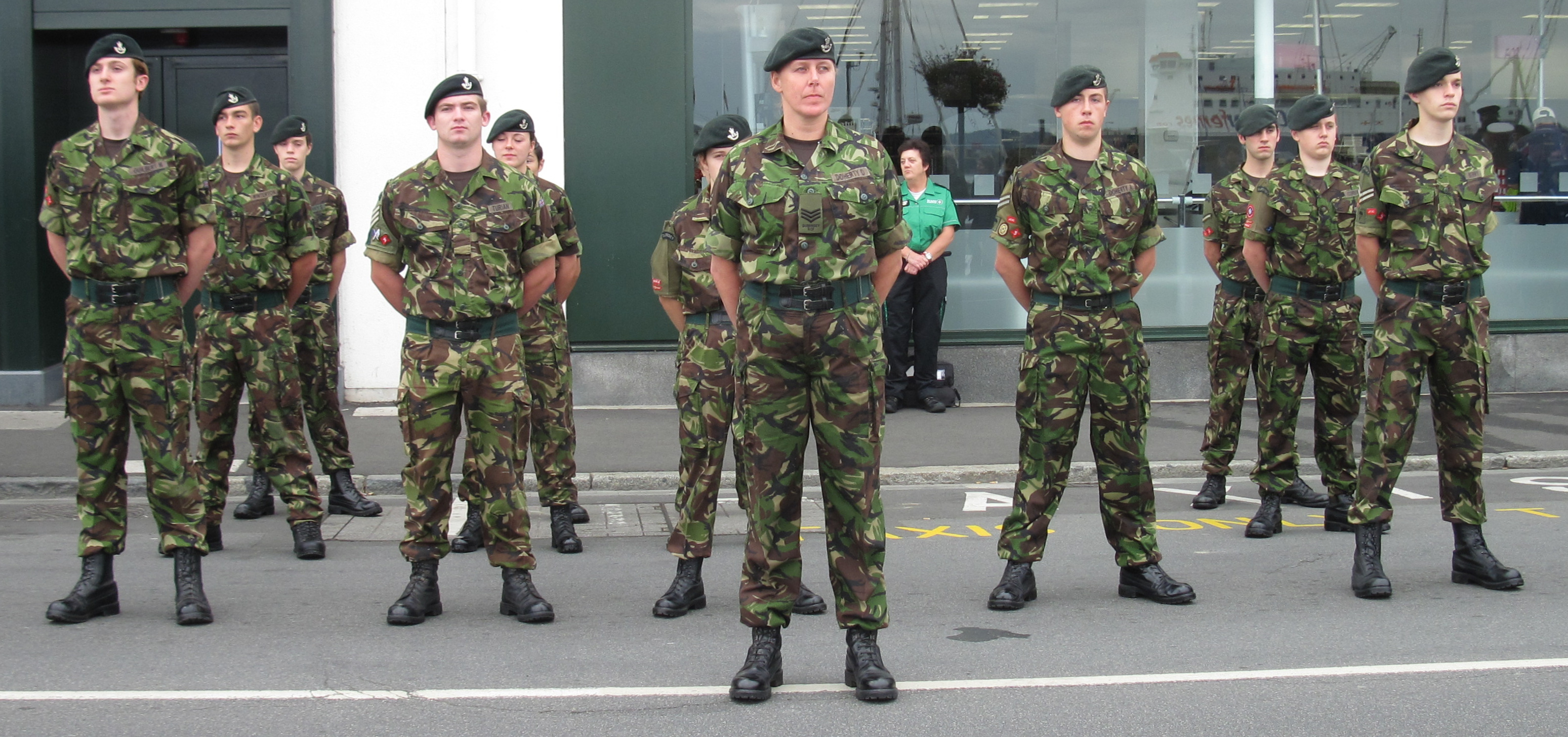
Cadets lors d'un défilé et d'un service religieux à Saint Peter Port, Guernesey, 16 septembre 2012

Les cadets apprennent un sous-ensemble des mouvements d'exercice enseignés à l'armée régulière. Ils commencent par apprendre l'exercice à pied de base et progressent pour apprendre l'exercice au fusil et l'exercice à la bannière. Ils apprennent également à porter et à entretenir l'uniforme qui leur a été remis.

#### Fieldcraft
Lors des cours de fieldcraft, les cadets apprennent les techniques d'infanterie telles que les patrouilles, les exercices de combat en section, les exercices d'embuscade, les exercices de port et la manière de survivre sur le terrain. Les exercices sur le terrain ont lieu tous les deux mois, ainsi qu'au camp annuel. Lors des exercices, les cadets portent une tenue de camouflage Multi-Terrain Pattern, une crème de camouflage pour éliminer l'éclat naturel du visage, un chapeau de brousse et du feuillage pour casser la forme de la tête et des épaules, un gilet d'entraînement pour cadets ou une sangle EPCP pour transporter les chargeurs de fusils, les bouteilles d'eau et les rations d'urgence, et un bergen pour transporter un sac de couchage et les matériaux de construction d'un basha (abri improvisé). Les cadets reçoivent des rations de 24 heures (appelées "rat packs" par les cadets) et des réchauds à feu de dragon tels qu'utilisés par l'infanterie. Au sein d'une section, les cadets établissent des zones portuaires (bases d'opérations), placent des sentinelles et envoient des patrouilles pour effectuer des reconnaissances, tendre des embuscades et prendre d'assaut les positions ennemies. Les cadets se familiarisent avec les signaux manuels pour une communication silencieuse et avec les formations de patrouille pour traverser différents types de terrain. Des versions réduites de ces expéditions sont régulièrement organisées dans les détachements locaux.

#### Compétence aux armes

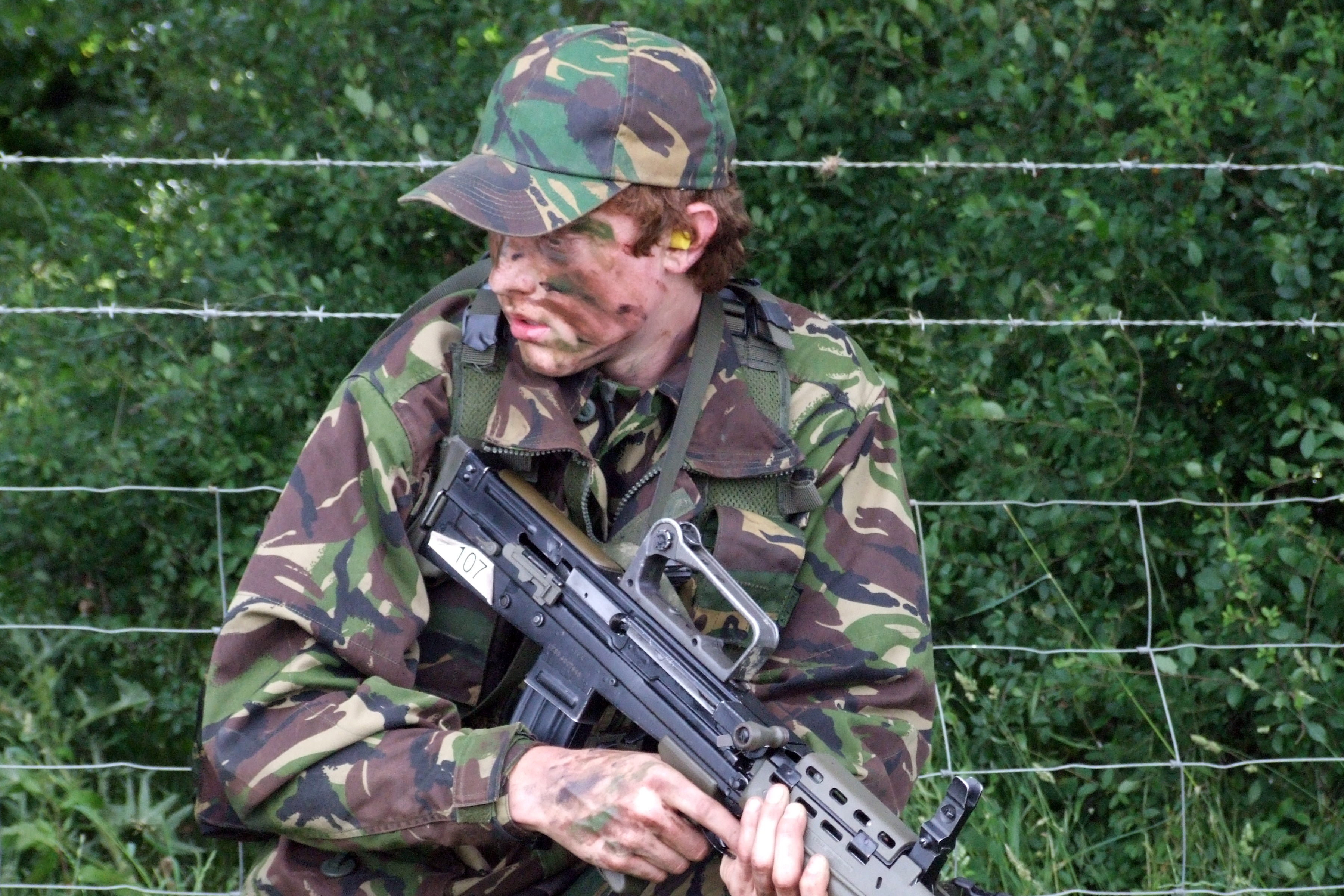
Un cadet avec le fusil polyvalent pour cadets L98A1

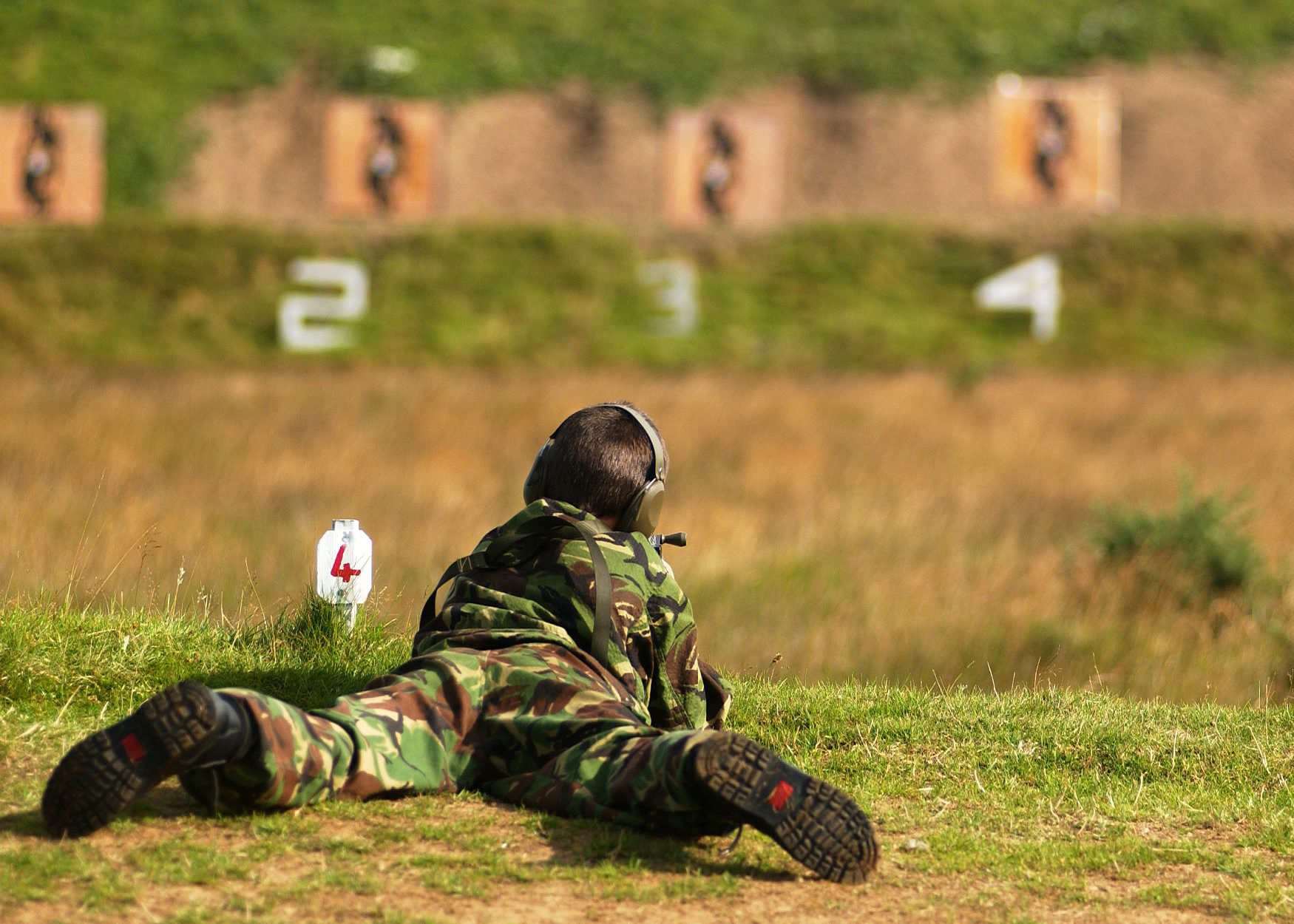
Lors du camp annuel 2005 de la force des cadets de l'armée du Wiltshire, les cadets ont été autorisés à tirer des balles réelles sur des cibles.

L'arme principale des forces de cadets est le fusil L98A2 Cadet GP. Il s'agit d'une version spécifique aux cadets du L85A2 SA80 des forces armées britanniques qui a été adaptée pour tirer uniquement sur répétition (semi-automatique) et n'a donc pas de levier de changement, le système d'arme est chambré dans la cartouche 5,56 × 45 mm OTAN. Afin de devenir compétent dans ce système d'arme et de réussir le test de compétence aux armes (SAA), les cadets doivent montrer qu'ils peuvent manipuler l'arme en toute sécurité, effectuer des exercices d'arrêt et démonter l'arme sur le terrain pour un nettoyage quotidien. Une fois qu'un cadet a passé le test de maniement des armes, il peut tirer avec des balles à blanc lors d'exercices sur le terrain en utilisant le système de tir à blanc sécurisé (SBFS) et avec des balles réelles sur un champ de tir, ce qui lui permet d'obtenir des badges de qualification de tireur d'élite en fonction de sa précision. Il existe également une version d'entraînement sans tir de la carabine GP, la L103A2 DP (Drill Purpose), qui est généralement utilisée pour enseigner aux cadets les bases de l'arme qu'ils manipulent et pour les exercices de carabine. Le fusil L98A2 Cadet GP peut également être équipé de l'adaptateur de sous-calibre L41A1 de la British Army, qui permet à l'arme de tirer des munitions à percussion annulaire de calibre 22.
Outre le L98A2, les forces de cadets utilisent également un certain nombre d'armes pour encourager et développer l'adresse au tir et le tir de compétition, la plus importante étant le fusil L81A2 Cadet Target qui est une version cadette du Parker-Hale M82. Cette arme est chambrée en 7.62 x 51 mm OTAN. En 2015, les forces de cadets ont pris la décision de commencer le retrait et le déclassement du Fusil n° 8, qui a été remplacé, après essais et sélection, par le fusil L144A1 Cadet Small Bore Target Rifle (CSBTR) fabriqué par Savage Arms et déployé progressivement dans les comtés et les contingents. Les forces de cadets utilisent également le fusil à air comprimé BSA .177 Scorpion Cadet comme arme d'introduction pour développer l'adresse au tir. Ces fusils ont été achetées et livrés aux unités de cadets par l'ACFA pour remplacer les fusils à air comprimé .177 El gamo vieillissantes.
Les cadets peuvent participer à diverses compétitions de tir, notamment la compétition de carabine .22 de l'ACF Cadet 100 et la compétition de carabine .22 à petit calibre du CCT Country Life (Green Howards).

#### Navigation
Les cadets apprennent à naviguer à l'aide d'une carte et d'une boussole. Les cadets apprennent à utiliser les cartes de l'Ordnance Survey, à tracer et à trouver des références de grille à six chiffres, à calculer des distances entre des points et à reconnaître divers signes conventionnels. Le cours deux étoiles sur les cartes et les boussoles permet ensuite aux cadets de se familiariser avec les boussoles légères à rapporteur Silva (Expedition 4) et Suunto (M-5N)[citation]. [Les cadets apprennent à utiliser et à tracer le quadrillage et les relèvements magnétiques, à comprendre les trois différents types de nord, à tenir compte de la déviation de l'angle quadrillage-magnétique, à comprendre les courbes de niveau et les signes conventionnels plus avancés, ainsi qu'à préparer des cartes de route. Une fois que les cadets ont acquis de l'expérience en matière de carte et de boussole, ils apprennent à diriger des expéditions, ce qui inclut également leurs connaissances en matière de fieldcraft.

#### Premiers secours
Dans le cadre du programme de formation, les cadets apprennent les premiers secours selon des normes reconnues et reçoivent les certificats correspondants. Le programme est largement basé sur le programme d'activités de premiers secours de l'Ambulance Saint-Jean, en travaillant aux niveaux suivants.
- Les cadets de base suivent le cours "Heartstart"[32] de la British Heart Foundation et apprennent à gérer les incidents de base.
- Les cadets une étoile s'appuient sur les connaissances acquises au niveau de base et apprennent à gérer d'autres blessures mineures.
- Les cadets deux étoiles doivent suivre le cours de certificat de premiers secours pour les jeunes de l'Ambulance Saint-Jean.
- Les cadets trois étoiles doivent suivre la première journée du cours de certificat de premiers secours pour les activités de l'Ambulance Saint-Jean.
- Les cadets quatre étoiles peuvent choisir de suivre le cours de premiers secours comme l'une de leurs matières progressives. Cela implique de passer le cours complet de secourisme[33] et de réaliser des travaux pratiques au sein de leur comté, par exemple en formant d'autres cadets pour les récompenses ou les compétitions de l'APC.

#### Le cadet dans la communauté

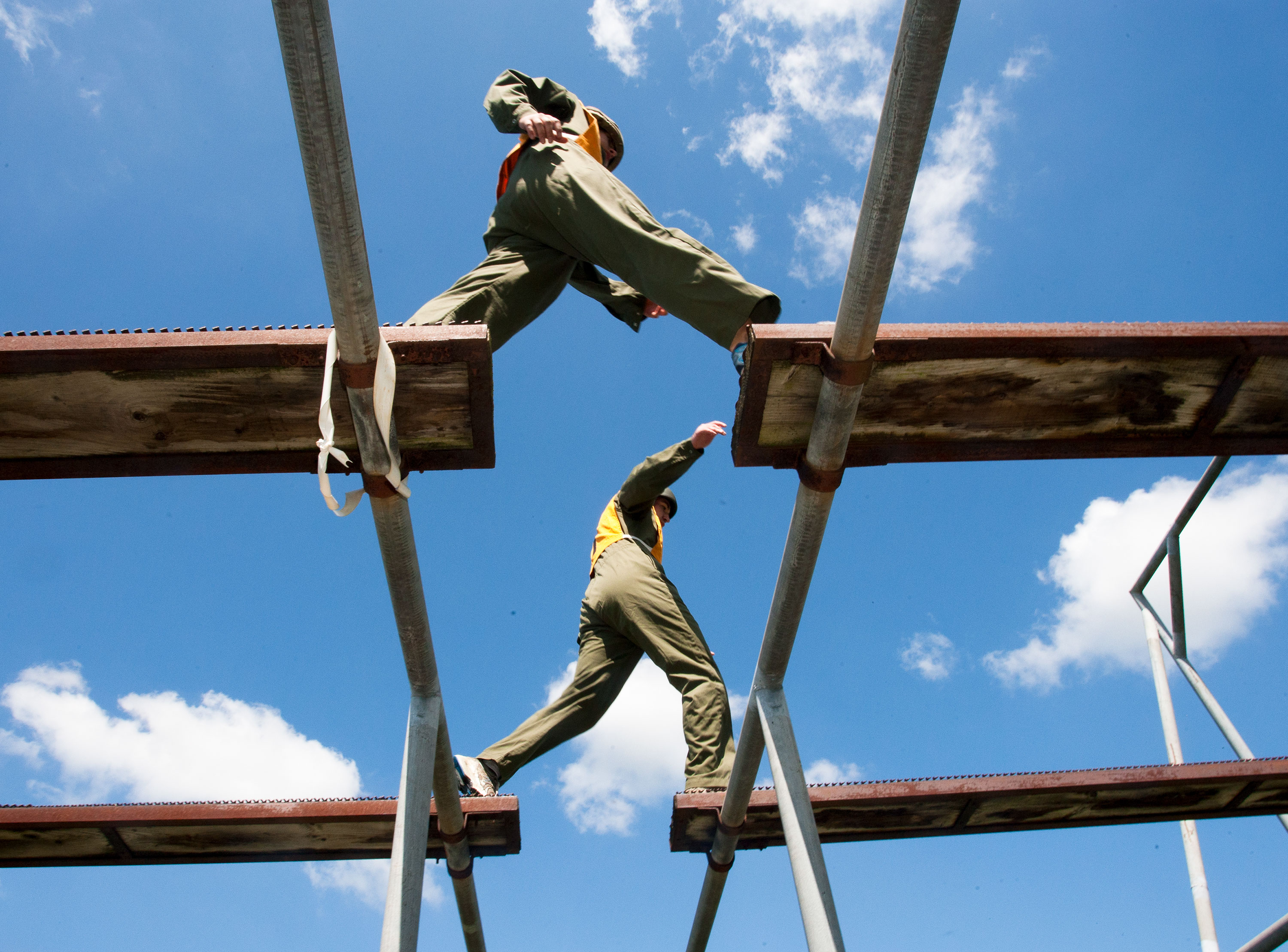
Les cadets s'attaquent à un parcours d'assaut de l'armée

These community projects enrich local knowledge and encourage good citizenship. Typically, a cadet can contribute to his or her community by raising funds for charity, participating in public parades, assisting local services and helping out at public events. This community involvement is important for improving self-confidence and social skills.

### Prix du Duc d'Édimbourg
Le Prix du Duc d'Édimbourg est un programme volontaire et non compétitif d'activités pratiques, culturelles et aventureuses destiné aux jeunes âgés de 14 à 25 ans (9e année s'ils sont cadets). Un jeune peut entreprendre un programme DofE à trois niveaux : bronze (9e année), argent (10e année) et or (16 ans et plus). Les critères d'admission et le niveau d'engagement nécessaire pour obtenir chaque récompense diffèrent d'un niveau à l'autre. Les cadets qui remplissent les critères d'âge peuvent devenir des participants au programme DofE et travailler à l'obtention de leur propre prix DofE.
Les cadets sont souvent encouragés à obtenir les récompenses de bronze, d'argent et d'or à mesure qu'ils progressent dans leur carrière de cadet. De nombreuses activités des forces de cadets peuvent compter pour chaque niveau du programme DofE d'un participant et leur permettent très souvent d'être reconnus pour le développement de leurs compétences et leur contribution à leur communauté. Le DofE est largement reconnu par les employeurs, car il contribue à démontrer que les jeunes titulaires d'un diplôme du Duc d'Édimbourg sont désireux de relever de nouveaux défis, ont une plus grande confiance en eux que leurs homologues et possèdent des qualités de leadership, auxquelles s'ajoute l'expérience du travail d'équipe.
De nombreux détachements organisent des événements caritatifs et participent à diverses activités telles que la plantation d'arbres ou le port de l'étendard lors d'un défilé du souvenir dans leur région.

### Formation au leadership
La formation au leadership est une partie importante du programme de formation des FAC, et des formations sont également disponibles à des niveaux plus élevés. La plupart des régions organisent des cours pour sous-officiers, conçus pour aider les sous-officiers nouvellement promus à bien remplir leurs fonctions, ou pour former ceux qui sont susceptibles d'être promus. Il existe également un certain nombre de cours organisés au niveau central par l'ACF. Il s'agit notamment du cadre des instructeurs de cadets juniors (géré localement au niveau du comté) et du cours des instructeurs de cadets supérieurs qui est géré au niveau de la brigade par les équipes de formation des cadets.

#### Cours de Maître-Cadet
Le cours de maître-cadet a été introduit en 1989 pour faire progresser les capacités de leadership, d'instruction et d'administration des cadets ayant atteint l'âge de 4 étoiles,. Il se déroule au centre de formation des cadets de Frimley Park, dans le Surrey. La réussite à ce cours et à celui du Cadre des instructeurs de cadets supérieurs permet au candidat d'être nommé maître cadet.
Les critères suivants doivent être remplis pour être éligible au cours :
- Être âgé de 16 ans ou plus
- Être titulaire du grade de sergent ou d'un grade supérieur
- Avoir réussi l'instruction en campagne en tant que matière progressive au niveau 4 étoiles

#### Cours de leadership pour les cadets
L'objectif des cours de leadership pour cadets (CLC) est le suivant : Développer l'initiative et l'autonomie des cadets et les exercer aux problèmes de leadership pratique.
Le cours est ouvert aux membres de toutes les forces de cadets (SCC, ACF, ATC et CCF) à condition qu'ils soient âgés de plus de 16 ans et qu'ils aient réussi leur APC 3 étoiles ou l'équivalent. Chaque cours compte 120 places et est axé sur la formation et l'évaluation du leadership, qui est développé à travers une variété d'activités, y compris :
- Tactiques de base
- Formation à la maîtrise de l'eau
- Tâches de commandement
- Sport
- Compétences à l'armement
- Entraînement à l'endurance

Les cours sont organisés par les équipes de formation des cadets de la brigade à différents endroits chaque année, généralement à Pâques et pendant le semestre d'automne.

### Matières facultatives

#### Systèmes de communication et d'information
Communications & Information Systems (CIS) est le nouveau nom de la formation aux transmissions au sein de l'ACF. Les cadets apprennent l'histoire de la signalisation, comment envoyer des messages par radio et comment ériger des mâts. Ils sont formés sur les radios suivantes :
- PRC 343 PRR
- PRC 710
- PRC 715
- PRC 720

D'autres cours sont également disponibles, notamment dans le domaine de la cybersécurité.

## Uniforme

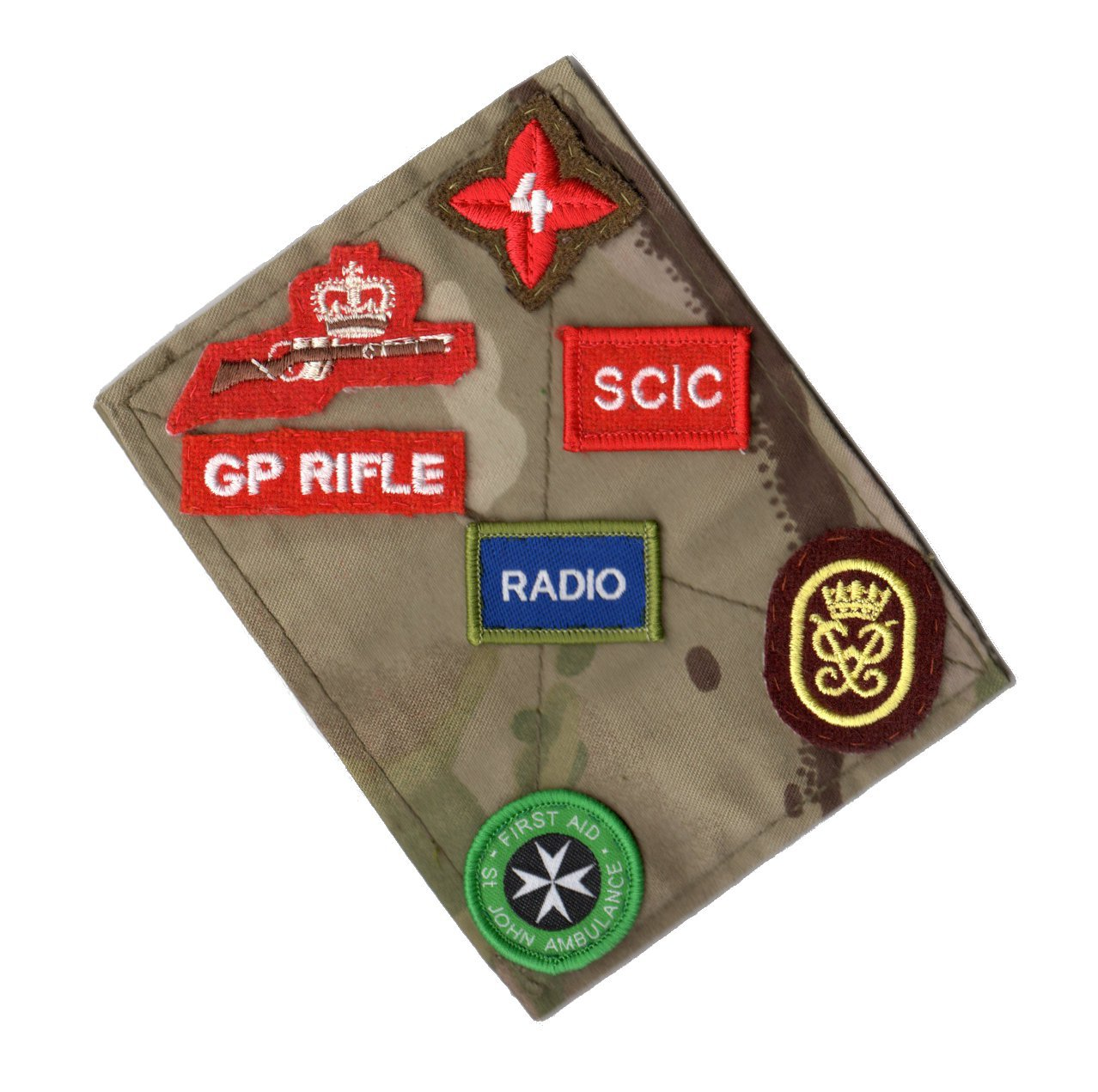
Exemple de plaque d'obturation cadette

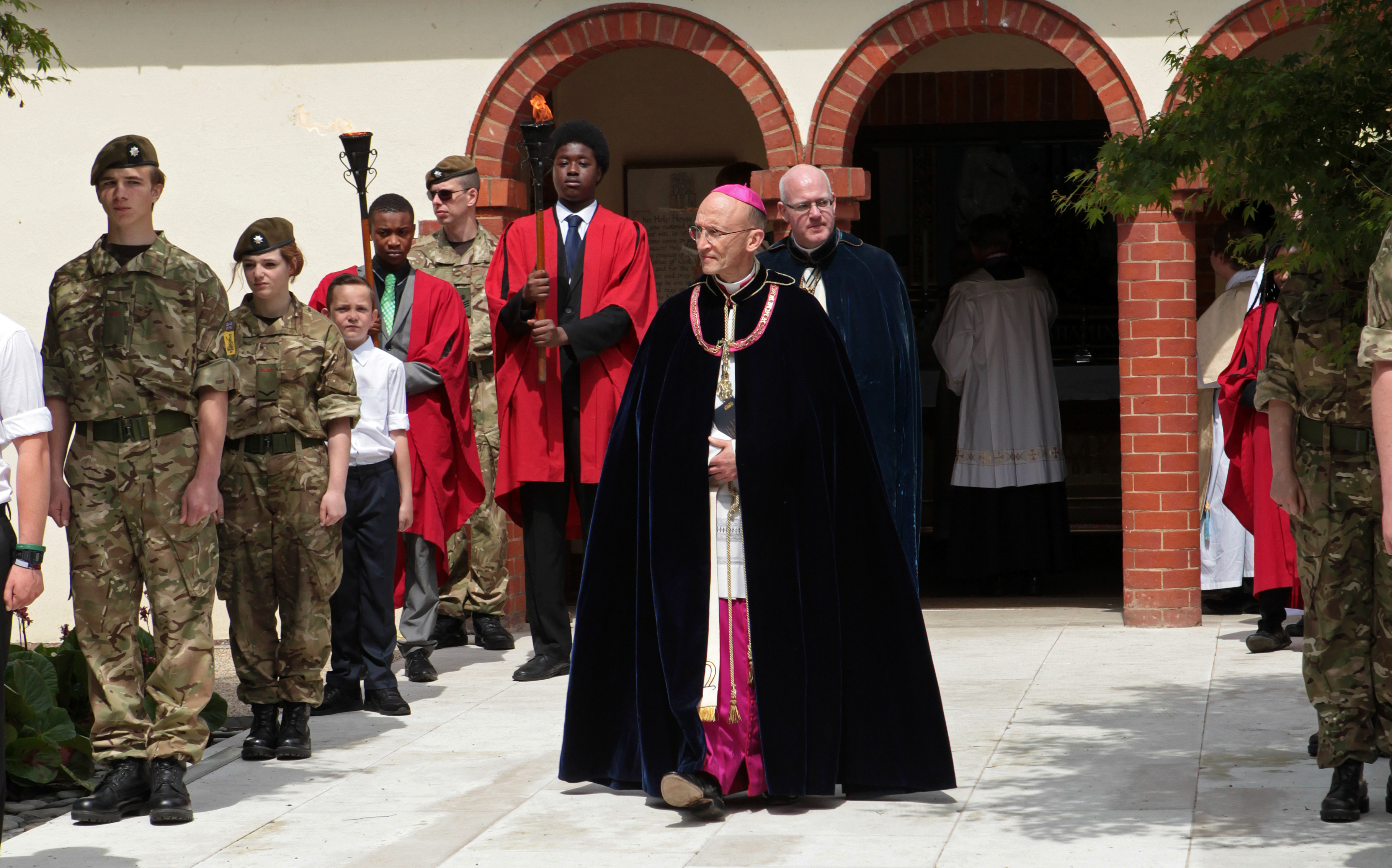
Cadets en uniforme et bérets de type "Multi-Terrain Pattern", 2014

Tous les cadets et les VAFC reçoivent l'uniforme de combat du système d'habillement personnel (PCS-CU) en motif multiterrain (MTP). Les cadets sont échelonnés pour recevoir ce qui suit :
- Coiffure (selon l'affiliation régimentaire) - Béret, Tam o' Shanter, Glengarry ou Caubeen
- Deux vestes légères PCS
- Deux pantalons PCS
- Une blouse coupe-vent PCS
- Un maillot de corps thermique
- Deux maillots de corps Olive
- Ceinture de travail
- Deux paires de chaussettes en laine

Certains comtés peuvent demander une petite caution pour l'uniforme, qui est remboursée au retour. Tous les VAFC doivent porter en permanence la mention "ACF" sur leur uniforme et les cadets doivent porter des diapositives de grade intitulées "CADET". Les bottes doivent être achetées par le cadet ou ses parents si elles ne sont pas fournies.

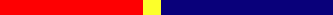
Couleurs de la ceinture ACF

L'ACF a sa propre ceinture qui peut être portée par les cadets et les instructeurs, mais ils peuvent également porter la ceinture d'écurie de leur régiment/corps affilié. Les ceintures d'écurie peuvent être portées par les cadets de tout grade, mais de nombreux comtés imposent des exigences locales telles que le niveau d'étoile ou le grade. Elles peuvent être fournies aux frais du détachement ou de la compagnie, mais il s'agit généralement d'un article d'achat privé.
Les insignes de reconnaissance tactique ne doivent pas être portés par les volontaires adultes de la force des cadets (VAFC) ni par les cadets, quelle que soit leur affiliation à un corps ou à un régiment. Les cadets et les VAFC portent les insignes de comté et de contingent de la force des cadets de l'armée.

### Cadet du maire
Certains maires nomment un membre des forces de cadets au rôle de cadet du maire. Le cadet peut porter un badge spécial ou un bâton de marche pour indiquer son rôle.

### Cadet du Lord Lieutenant
Les cadets peuvent être nommés à ce poste et sont alors autorisés à porter l'insigne de cadet du Lord Lieutenant ainsi que la tenue numéro 2.

## Grades
Les grades dans l'ACF suivent le modèle de ceux de la British Army.

### Grades des cadets
En plus d'acquérir de nouvelles compétences en suivant le programme de l'APC, les cadets expérimentés peuvent se voir attribuer un grade. Tout comme l'armée de terre permet à ses soldats d'assumer des responsabilités et des fonctions de direction en tant que sous-officiers, l'ACF le fait également.
| UK cadets                      | Officiers                         | Cadets sous-officiers supérieurs   | Cadets sous-officiers supérieurs   | Cadets sous-officiers supérieurs | Cadets sous-officiers supérieurs | Cadets sous-officiers supérieurs | Sous-officiers subalternes des cadets | Sous-officiers subalternes des cadets | Sous-officiers subalternes des cadets | Sous-officiers subalternes des cadets | Cadets | Recrues |
| UK cadets                      | CDT 8                             | CDT 7                              | CDT 6                              | CDT 6                            | CDT 5                            | CDT 4                            | CDT 3                                 | CDT 3                                 | CDT 2                                 | CDT 2                                 | CDT 1  | CDT (R) |
| ------------------------------ | --------------------------------- | ---------------------------------- | ---------------------------------- | -------------------------------- | -------------------------------- | -------------------------------- | ------------------------------------- | ------------------------------------- | ------------------------------------- | ------------------------------------- | ------ | ------- |
| Force des Cadets de l'Armée    |                                   |                                    |                                    |                                  |                                  |                                  |                                       |                                       |                                       |                                       |        |         |
| Sous-officier (CCF uniquement) | Régiment des cadets Sergent-major | Compagnie des cadets Sergent-major | Compagnie des cadets Sergent-major | Personnel des cadets Sergent     | Cadet Sergent                    | Cadet Caporal                    | Cadet Caporal                         | Cadet Caporal Suppléant               | Cadet Caporal Suppléant               | Cadet                                 | Recrue |         |
| UO                             | Cdt RSM                           | Cdt CSM                            | Cdt CSM                            | Cdt SSgt                         | Cdt Sgt                          | Cdt Cpl                          | Cdt Cpl                               | Cdt LCpl                              | Cdt LCpl                              | Cdt                                   | Rct    |         |

Les sous-officiers des cadets portent les diapositives de grade des cadets, illustrées ci-dessus. Les titres de certains grades peuvent varier car les détachements de cadets sont affiliés à des régiments de l'armée et adoptent leur terminologie. Il n'y a généralement qu'un seul SMR de cadets par comté ou secteur.
Bien que la promotion soit basée sur le mérite plutôt que sur la progression dans le programme d'études de l'APC, les critères suivants doivent être remplis avant qu'un cadet ne soit éligible à une promotion :
- Cadet Caporal suppléant - Passé APC 1 étoile
- Caporal cadet - Réussite de l'APC 2 étoiles
- Cadet sergent - Réussite de l'APC 3 étoiles et du cours JCIC
- Cadet sergent d'état-major/sergent de couleur - Réussite de l'APC 4 étoiles et du cours SCIC
- Cadet sergent-major/sergent-major de compagnie - Réussite de l'APC 4 étoiles et du cours SCIC
- Cadet sergent-major de régiment - Réussite du cours de cadet-maître et du cours de SCIC
- Élève sous-officier - Réussite du cours d'élève-maître et du cours SCIC

Dans certains cas, les cadets qui ne satisfont pas aux exigences de ces grades peuvent être promus avec l'accord du commandant des cadets de l'ACF.

#### Personnel Cadet
À partir de 2020, les cadets âgés de plus de 18 ans, ayant terminé l'APC 3 étoiles et détenant le grade de sergent ou un grade supérieur pourront devenir des "cadets d'état-major". Ces cadets portent une barrette de grade avec les mots "STAFF CADET" brodés au-dessus de leur insigne de grade. Un cadet d'état-major peut rester cadet jusqu'à son 20e anniversaire.

### Grades des VAFC
Les adultes qui aident à faire fonctionner le FAC sont collectivement connus sous le nom de Volontaires adultes de la force des cadets (VAFC). Les VAFC portent les insignes de grade des sous-officiers de l'armée de terre, avec l'ajout des lettres ACF sous l'insigne.
| Insignes Les lettres ACF doivent être affichées en combinaison avec l'insigne. |                                                  |                                 |                                |                          |                                     |                                        |                 |
| Grade                                                                          | Instructeur du sergent-major régimentaire (RSMI) | Sergent-major instructeur (SMI) | Sergent-chef instructeur (SSI) | Sergent instructeur (SI) | Sergent instructeur stagiaire (PSI) | Instructeur stagiaire Instructeur (PI) | Assistant civil |

### Grades des officiers
| Insignes Les lettres ACF doivent être affichées en combinaison avec l'insigne. |         |                    |       |           |            |                 |
| Grade                                                                          | Colonel | Lieutenant Colonel | Major | Capitaine | Lieutenant | Sous-lieutenant |

### Colonel honoraire national
En novembre 2019, Lorraine Kelly a été nommée premier colonel honoraire national de la Force des cadets de l'Armée.

## Voir également
Autres éléments des forces de cadets de la Communauté
- Sea Cadets Corps
  - Royal Marines Cadets
- Air Training Corps

Autres forces de cadets parrainées par le ministère de la défense
- Combined Cadet Force
- Volunteer Cadet Corps

Autres organisations de cadets de l'armée
- Cadets de l'armée australienne
- Bermuda Cadet Corps
- Cadets royaux de l'Armée canadienne
- Hong Kong Adventure Corps
- New Zealand Cadet Corps

Articles connexes
- Association des forces de réserve et des cadets
- Cadet Vocation Qualification Organisation (CVQO)
- Association nationale des corps de formation pour jeunes filles